# Dehumanizer
Dehumanizer ist das 16. Studioalbum der britischen Heavy-Metal-Band Black Sabbath. Es wurde im Juni 1992 veröffentlicht.

## Entstehungsgeschichte
Nachdem Ronnie James Dio Black Sabbath verlassen hatte, um sein Soloprojekt Dio zu starten, traten erst die Deep-Purple-Sänger Ian Gillan und Glenn Hughes die Position des Sängers an, später wurden sie jedoch durch Tony Martin ersetzt, mit dem drei Alben veröffentlicht wurden. Da diese Alben jedoch keinen finanziellen Erfolg brachten, wurde Tony Martin von dem Bandkopf Tony Iommi für das Projekt mit Dio zurückgestellt. Iommi wollte Dio erneut in der Position des Sängers sehen, um an die alten erfolgreichen Zeiten (Heaven and Hell, Mob Rules) anzuknüpfen. Tatsächlich unterbrach Ronnie James Dio sein Soloprojekt, um 1992 das Dehumanizer-Album mit Black Sabbath aufzunehmen.
Das Line-Up hatte jedoch keinen Bestand. Auf dem Nachfolger Cross Purposes wurde Tony Martin wieder als Sänger aktiviert und Vinny Appice durch Bobby Rondinelli ersetzt.

## Musikstil und Erfolge
Stilistisch unterscheidet es sich sehr stark von den vorigen und auch noch später folgenden Black-Sabbath-Alben. Der Sound dieses Albums ist rauer und härter. Zur Zeit der Veröffentlichung schreckte dies viele Fans ab. Folglich war Dehumanizer kaum erfolgreich. Trotzdem erreichte das Album Platz 28 der britischen Album-Charts. Auch die Single TV Crimes war bereits einige Tage nach dem Release auf Platz 33 der britischen Charts. In den USA erreichte das Album Platz 44 der Billboard-Charts.
Trotz des mäßigen Erfolgs befanden sich viele Songs dieses Albums bis zu Dios Tod in der Heaven-and-Hell-Playlist. Auch Dio selbst spielte bis zu seinem Tod auf seinen Konzerten Lieder vom Album.

## Titelliste
1. Computer God – 6:17
2. After All (The Dead) – 5:41
3. TV Crimes – 4:02
4. Letters from Earth – 4:16
5. Master of Insanity – 5:54
6. Time Machine – 4:15
7. Sins of the Father – 4:46
8. Too Late – 6:54
9. I – 5:13
10. Buried Alive – 4:49
11. Time Machine (Wayne's World Version) – 4:18 (Bonustrack der japanischen und US-Fassung)

## Trivia
- Das Lied Time Machine kommt in einer veränderten Version in dem Spielfilm Wayne’s World vor.
- Alle Songs wurden von Geezer Butler, Tony Iommi und Ronnie James Dio geschrieben.
- In mehreren Interviews betonte Ronnie James Dio, dass sein Lieblingssong von seiner Zeit mit Black Sabbath I war.[3]